# Whisky Bandit
Pour plus de détails, voir Fiche technique et Distribution.
Whisky Bandit (A Viszkis) est un thriller hongrois écrit et réalisé par Nimród Antal, sorti en 2017. 

## Synopsis
L'histoire vraie du braqueur de banques hongrois Attila Ambrus, extrêmement populaire en Hongrie, dont la particularité est de boire du whisky dans les bars pour se donner du courage avant ses braquages. Après avoir souffert d'une enfance difficile, devenu joueur de hockey sur glace professionnel, il se lance dans une nouvelle carrière dans les années 90 en dévalisant une trentaine de banques et de bureaux de poste. Véritable gentleman, il offre des bouquets de fleurs aux caissières. Mais un beau jour, alors qu'il revient sur ses pas pour récupérer son chien, la police l'arrête avant qu'il ne puisse se sauver. En détention, il se remémore sa vie, son enfance passée auprès d'une grand-mère qu'il adore avant d'être confié à un internat très strict. Puis vient le temps de l'armée, sa désertion, ses débuts de gardien dans une équipe de hockey sur glace, son sport favori depuis son enfance, avant qu'il ne devienne un criminel célèbre.

## Fiche technique
- Titre : Whisky Bandit
- Titre original : A Viszkis
- Réalisation et scénario : Nimród Antal
- Montage : Zoltán Kovács
- Photographie : Péter Szatmári
- Production : Barnabás Hutlassa et Tamás Hutlassa
- Société de production : Viszkis Film
- Société de distribution : InterCom
- Pays d'origine :  Hongrie
- Langue originale : hongrois
- Format : couleur
- Genre : Biopic et thriller
- Durée : 126 minutes
- Dates de sortie  :
  -  Hongrie : 22 novembre 2017
  -  France : 13 mars 2019 (sur Canal + Cinéma)

## Distribution
- Bence Szalay : Attila Ambrus
  - Barnabás Szabó : Attila Ambrus jeune
- Zoltán Schneider : détective Bartos
- Piroska Móga : Kata
- Viktor Klem : Géza Bota
- György Gazsó : Bota
- Judit Pogány : tante Annuska
- Sándor Zsótér : le père de Kata
- Ildikó Tóth : la mère de Kata
- Attila Ambrus : le chauffeur de taxi (caméo)